# Boeing 737 Classic
Boeing 737 Classic là một loạt dòng máy bay phản lực thân hẹp chở khách do Boeing Commercial Aircraft sản xuất, thuộc thế hệ thứ hai của dòng Boeing 737.
Nó được bắt đầu phát triển vào năm 1979 và biến thể đầu tiên, Boeing 737-300, được ra mắt và thực hiện chuyến bay đầu tiên vào tháng 2 năm 1984, đưa vào hoạt động vào tháng 12 cùng năm. Chiếc 737-400 được kéo dài bắt đầu bay vào tháng 2 năm 1988 và đi vào hoạt động sau đó không lâu. Biến thể ngắn nhất, 737-500, bắt đầu bay vào tháng 6 năm 1989, đi vào hoạt động năm 1990.
So với Original, Classic là bản được thiết kế lại với động cơ CFM56, một động cơ phản lực vòng tua cao để tiết kiệm nhiên liệu tốt hơn và đã nâng cấp hệ thống điện tử. Với trọng lượng cất cánh tối đa (MTOW) từ 60,6–68 t (134.000–150.000 lb),  và có tầm bay từ 3.815 đến 4.398 km (2.060 đến 2.375 nmi). Biến thể 737-500 có đọ dài bằng với 737-200 (31 m (102 ft)) và có thể chứa được 110 đến 132 hành khác, 737-300 dài 34 m (112 ft) có thể chứa từ 126 đến 146 hành khách trong khi 737-400 dài 37 m (121 ft) chứa được 147 đến 168 chỗ.
Đây là đối thủ cạnh tranh với McDonnell Douglas MD-80, sau đó với dòng máy bay Airbus A320 khiến cho Boeing phải nâng cấp lên 737 Next Generation, chỉ định lại -300/-400/-500 dưới tên 737 Classic. Tổng cộng có 1990 chiếc được sản xuất và chuyển giao cho đến khi ngừng sản xuất vào năm 2000: 1113 -300s, 489 -400s và 388 -500s.

## Sự phát triển và thiết kế

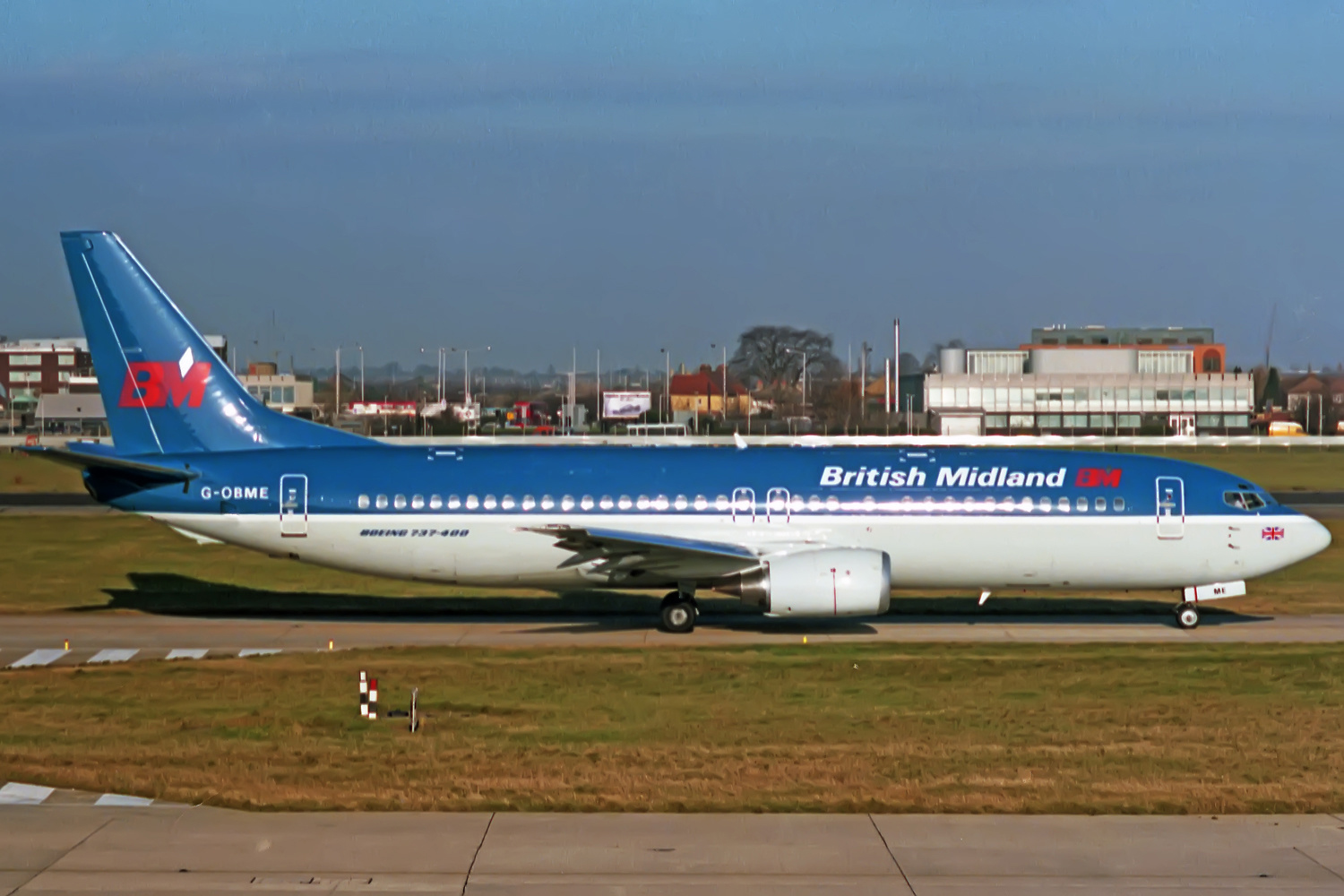
Boeing 737-400 của British midland

### Tiểu sử
Với sự thành công của Boeing 737-200, Boeing muốn tăng sức chứa và tầm bay, kết hợp với các cải tiến để nâng cấp máy bay. dự án bắt đầu phát triển vào năm 1979 và tới 1980, các thông số kĩ thuật cơ bản đã được công bố. Dòng máy bay sẽ được trang bị động cơ CFM56, mang lại lợi ích đáng kể trong viẹc tiết kiệm nhiên liệu và giảm tiếng ồn nhưng cũng đưa ra các thách thức kỹ thuật do chiều cao gầm thấp của 737 - một đặc điểm có từ 707. Để giải quyết vấn đề, Boeing và CFM International đã di chuyển động cơ ra phía tước thay vi ở dưới cánh ngoài ra còn di chuyển phụ tùng sang hai bên thay vì phía dưới động cơ, điều này khiến cho hai bên của nó rộng hơn, tạo ra hệ thống lấy khí đặc biệt.
Cánh cũng được cải thiện về tính khí động lực học. Đầu cánh cũng được kéo dài ra 27,9 cm (11,0 in). Dây "hợp âm" cũng được dãn ra 4,4%, điều này làm giảm độ cong cánh bề mặt phía trên của cánh về phía trước của cánh trước để tăng số Mach tới hạn, do đó mang lại các đặc tính luồng không khí cận âm tốt hơn. Các đặc tính nâng cao cũng được tăng cường bằng cách sắp xếp lại trình tự các thanh và nắp. Bán kính thanh cạnh hàng đầu cũng được tăng lên làm giảm 2,5 nút (hải lí/giây) (Vref) so với -200 ở cùng trọng lượng. Ngoài ra còn các thay đổi đối với cấu trúc cánh bao gồm vật liệu bền hơn và chống ăn mòn. Buồng lái được trang bị hệ thống Quản lý Chuyến bay (FMS) được tích hợp đầy đủ Hệ thống Kiểm soát Chuyến bay Kỹ thuật số (DFCS) , A/T, Máy tính Quản lý Chuyến bay (FMC), Hệ thống Tham chiếu Quán tính (IRS) sử dụng con quay hồi chuyển laser kép và màn hình CRT EFIS thay thế các đồng hồ cơ. Cabin hành khách cũng được tích hợp những cải tiến tương tự như trên Boeing 757. Ngoài ra bộ ổn định dọc còn được thêm vây lưng ở chân.

### Sự phát triển các phiên bản
Vào tháng 3 năm 1981, USAir và Southwest Airlines, mỗi bên đã đặt hàng 10 chiếc thuộc dòng 737-300, với một tùy chọn thêm 20 chiếc. Chiếc máy bay đó, kiểu ban đầu của dòng 737 Classic, bay lần đầu vào tháng 2 năm 1984 và đi vào hoạt động vào tháng 12 năm đó cùng hãng hàng không Southwest Airlines. Một phiên bản kéo dài hơn nữa, 737-400, được tung ra với đơn đặt hàng 25 chiếc với 30 tùy chọn từ Piedmont Airlines vào tháng 6 năm 1986. Chiếc máy bay đó bay lần đầu vào tháng 2 năm 1988 và đi vào hoạt động cuối năm đó với Piedmont Airlines. Mẫu cuối cùng của loạt, 737-500, được đưa ra với đơn đặt hàng 30 chiếc từ Southwest Airlines vào tháng 5 năm 1987. Đây là phiên bản được thiết kế để thay thế cho 737-200 và có sức chứa và kích thước hành khách tương tự, cũng như có tầm bay xa nhất trong tất cả phiên bản của 737 Classic, bay lần đầu vào tháng 6 năm 1989 và đưa vào phục vụ với Southwest Airlines vào năm 1990.

### Động cơ
Boeing đã chọn CFM56-3 độc quyền để cung cấp năng lượng cho biến thể 737-300. Cánh của 737 gần mặt đất hơn so với các máy bay trước đây cho CFM56, đòi hỏi một số sửa đổi đối với động cơ. Đường kính quạt được giảm xuống, làm giảm tỷ số vòng tua, và hộp số phụ kiện động cơ được di chuyển từ dưới cùng của động cơ (vị trí 6 giờ) sang vị trí 9 giờ, tạo cho động cơ có đáy phẳng đặc biệt. Hình dạng, thường được đặt biệt danh là "túi hamster". Lực đẩy tổng thể cũng giảm từ 24.000 đến 20.000 lbf (107 đến 89 kN), chủ yếu là do giảm tỷ lệ rẽ nhánh.

### Hệ thống Speed Trim (STS)
737 Classic đã chứng kiến sự ra đời của Hệ thống Speed Trim (STS), một hệ thống tăng tốc khi bay có thể tự động điều chỉnh bộ ổn định ở tốc độ thấp, trọng lượng thấp, trọng tâm phía sau và lực đẩy cao với chế độ lái tự động được ngắt. Thường xuyên nhất, nó có thể được quan sát thấy trong quá trình cất cánh và di chuyển. Hệ thống dựa trên hầu hết các phần cứng và phần mềm giống nhau được sử dụng trong chế độ lái tự động. STS không an toàn ở chỗ nó chỉ sử dụng một trong mỗi loại cảm biến cần thiết cho chức năng của nó và một máy tính duy nhất. Thiết kế một kênh như vậy không phổ biến đối với các hệ thống tăng cường có toàn quyền kiểm soát bộ ổn định. Thiết kế này được coi là chấp nhận được vì khả năng các công tắc cắt cột phía sau và phía trước cũng như các công tắc cắt bảng điều khiển trung tâm hạn chế sự cố của nó. Các biện pháp bảo vệ hạn chế trên dòng 737 Next Generation, cũng như MCAS trên 737 MAX, là những phần mở rộng sau này của hệ thống này.

### Phát triển xa hơn
Trong suốt những năm 80, dòng 737 Classic đã thu hút được nhiều đơn đặt hàng từ các hãng hàng không ở Hoa Kỳ và Châu Âu, với tổng số đơn đặt hàng của nó vượt xa những mẫu 737 trước đó. Cho đến nay, mẫu máy bay thành công nhất là 737-300, với tổng số lượng giao hàng là 1.113 máy bay (-400 và -500 lần lượt đạt 486 và 388 chuyến giao hàng). Các nhà khai thác chính bao gồm các hãng vận chuyển Hoa Kỳ, các hãng hàng không quốc gia nhỏ và các hãng vận chuyển thuê bao. Đến những năm 90, khi khách hàng thường xuyên của Boeing là United Airlines mua Airbus A320, điều này đã thúc đẩy Boeing cập nhật chiếc 737 Classic -400 chậm hơn, tầm ngắn hơn thành chiếc 737-800 được nâng cấp, cập nhật, hiệu quả hơn, dài hơn.  Việc sản xuất 737 Classic tiếp tục cùng với NG trong một khoảng thời gian; chiếc 737-700 đầu tiên được hoàn thành vào tháng 12 năm 1996; chiếc 737 Classic cuối cùng được hoàn thành vào tháng 2 năm 2000.

### Các sửa đổi
Sáu chiếc Southwest 737-300 trước đây được sửa đổi và vận hành để chữa cháy trên không bởi Tập đoàn Coulson có trụ sở tại British Columbia, được hỗ trợ bởi khoản vay 3,4 triệu đô la Canada (2,6 triệu đô la Mỹ) từ chính phủ Canada. 737 FireLinerTM được chuyển đổi có thể mang 4.000 gal Mỹ (15 m3) với lưu lượng dòng chảy là 3.000 gal Mỹ/s (11 m3/s), và giữ lại 66 ghế. Chiếc đầu tiên được hoàn thành vào năm 2018 và được triển khai tới Úc.

## Các biến thể
Nguồn:

### 737-300

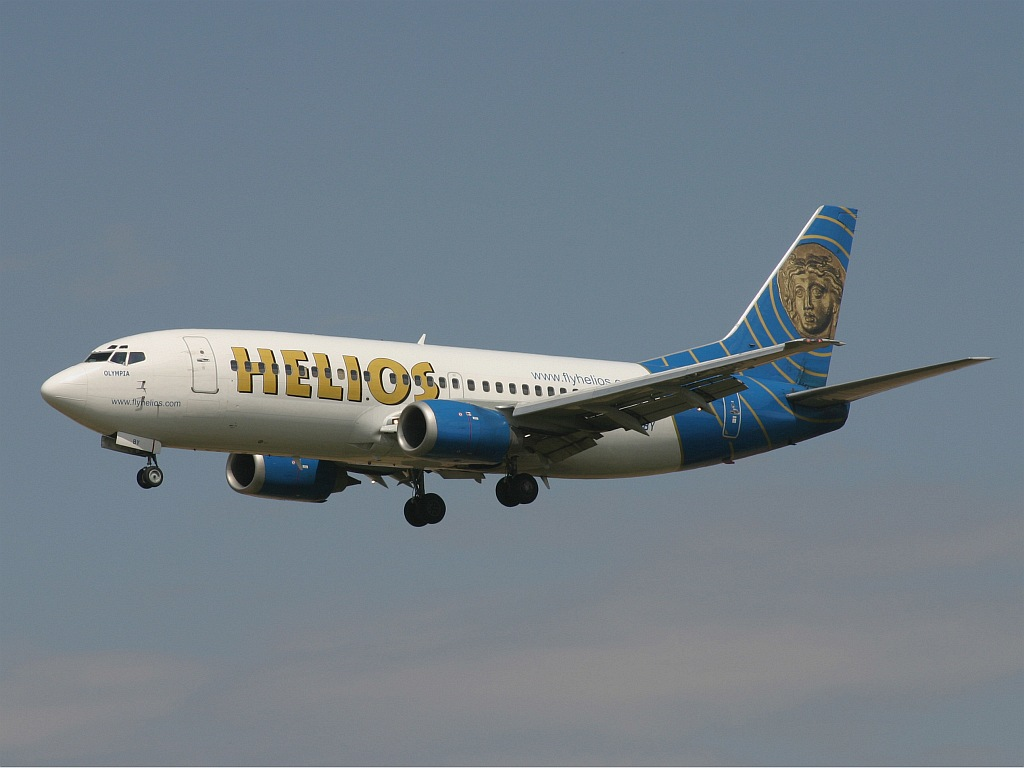
Máy bay 737-300 của Helios airways

- Chuyến bay đầu tiên: 24 tháng 2 năm 1984
- Số máy bay được xây dựng: 1113
- Số máy bay còn hoạt động: 514

#### Các phiên bản:
Phiên bản dân dụng:
- 737-300SP (Special Performance): Là phiên bản có gắn cánh cong của Aviation Partners.
- 737-300QC (Quick Change): Là phiên bản chuyển đổi nhanh bằng cách bỏ ghế trong 45 phút để chuyển thành chở hàng.
- 737-300F (Full Freighter): Là phiên bản chuyển đổi từ chở khách sang chở hàng.

Đây đều là hai phiên bản do Pemco Conversions chuyển đổi.
- 737-300BDSF (Bedek Special Freighter): Là phiên bản chuyển đổi do Bedek Aviation Group và Israel Aircraft Industries (IAI) chuyển đổi.
- 737-300SF (Special Freighter): Là phiên bản chuyển đổi do Aeronautical Engineers, Inc. (AEI) và IAI chuyển đổi.

Phiên bản quân sự:
- Boeing 737 (B-4052/B-4053) của Không quân Quân Giải phóng Nhân dân Trung Quốc (vận hành bới China United Airlines) được chuyển đổi từ 737-300 cũ của Garuda Indonesia.

### 737-400
- Chuyến bay đầu tiên: 19 tháng 2 năm 1988
- Số máy bay được xây dựng: 489
- Số máy bay còn hoạt động: 266

#### Các phiên bản:
- 737-400SF: Phiên bản chuyển đổi từ chở khách sang chở hàng do InterContinental Aircraft Services (ICAS) chuyển đổi.
- 737-400SP: Phiên bản gắn thêm cánh cong.

### 737-500
- Chuyến bay đầu tiên: 30 tháng 6 năm 1989
- Số máy bay được xây dựng: 388
- Số máy bay còn hoạt động: 199

#### Các phiên bản:
- 737-500SP: Phiên bản gắn thêm cánh cong.